# Krasîcika, Seredîna-Buda
Krasîcika (în ucraineană Красичка) este un sat în comuna Jîhove din raionul Seredîna-Buda, regiunea Sumî, Ucraina.

## Demografie
Componența lingvistică a localității Krasîcika
     Rusă (93,64%)
     Ucraineană (6,36%)
Conform recensământului din 2001, majoritatea populației localității Krasîcika era vorbitoare de rusă (93,64%), existând în minoritate și vorbitori de ucraineană (6,36%).